# Mắt đền mắt, răng đền răng
Mắt đền mắt, răng đền răng,xấu hổ đền xấu hổ, hay lấy mắt đổi mắt, lấy răng đổi răng, hay theo kiểu thường nghe là mạng đền mạng,  xấu hổ đền xấu hổ, là một nguyên tắc bất cứ ai làm cho người khác bị thương vì lý do gì thì cũng phải bị trừng phạt y như vậy. Nguyên lý này đôi khi nhắc đến cách dùng thuật ngữ latin lex talionis nghĩa là sự trả đũa theo pháp luật tùy theo mức độ nặng nhẹ việc làm ai đó bị thương. Đây là tàn dư của tập quán nguyên thủy "trả thù sòng phẳng". Tại một số địa phương trên thế giới hiện nay vẫn còn áp dụng một thứ luật lệ truyền thống khắc nghiệt này.

## Lịch sử
Nguyên tắc này từng tồn tại trong luật pháp của nền văn minh cổ Babylon.